# Gmina Rugvica
Gmina Rugvica (chorw. Općina Rugvica) – gmina w Chorwacji, w żupanii zagrzebskiej. W 2011 roku liczyła  7871 mieszkańców.